# Estelle Faye
Pour les articles homonymes, voir Faye.
Œuvres principales
- Série La Voie des oracles

Estelle Faye, née le 1er mai 1978, est à ses débuts une actrice et scénariste française. Depuis 2009, elle est surtout connue comme autrice de science-fiction et de fantasy, domaines dans lesquelles ses romans et nouvelles ont reçu plusieurs prix.

## Biographie
Après avoir suivi des cours de théâtre à Paris et à San Francisco, Estelle Faye se consacre à la réalisation et à l’écriture. En 2008, elle sort diplômée de la section scénario de la Femis. Elle scénarise plusieurs courts métrages dont un est récompensé par le prix France Télévisions. 
La première véritable publication d'Estelle Faye est une nouvelle dans l'anthologie Dragons publiée par Calmann-Lévy en 2009. Elle publie fin 2012 son premier roman pour la jeunesse, La Dernière Lame (Le Pré aux clercs), et début 2013 son premier roman adulte, Porcelaine (Les Moutons électriques), tous deux relevant de la fantasy. 
Elle poursuit dans cette veine en enchaînant les trois volumes de La Voie des oracles à partir de 2014, tout en multipliant ses apparitions dans différentes revues et anthologies. En 2014, elle coordonne la rédaction de l'anthologie En Dessous chez Parchemins & Traverses.
Depuis 2019, elle participe au podcast sur l’écriture Procrastination en compagnie de Lionel Davoust et Mélanie Fazi.
En 2022, elle est la marraine du festival l'Ouest Hurlant, aux côtés de Lionel Davoust.
Elle est membre de la Charte des auteurs et illustrateurs jeunesse.

## Œuvres

### Pièces de théâtre
- Le Côté bleu du ciel : pièce en trois actes, un prologue et un épilogue, avec Benjamin Bur, L'Harmattan, coll. « Théâtre des cinq continents »

### SérieLa Voie des oracles
1. Thya, Scrineo, 2014Réédition, Gallimard, coll. « Folio SF » no 564, 2017 - Prix Elbakin du meilleur roman français pour la jeunesse 2015 et prix Imaginales 2015 (catégorie jeunesse)
2. Enoch, Scrineo, 2015Réédition, Gallimard, coll. « Folio SF » no 567, 2017
3. Aylus, Scrineo, 2016Réédition, Gallimard, coll. « Folio SF » no 595, 2018

### SérieBohen
1. Les Seigneurs de Bohen, Critic, 2017Réédition, Gallimard, coll. « Folio SF » no 637, 2019
2. Les Révoltés de Bohen, Critic, 2019Réédition, Gallimard, coll. « Folio SF » no 695, 2022

### SérieLes Magies de l'archipel
Les livres de cette série sont illustrés par Sanoe.
1. Arcadia, Nathan, 2022
2. La Cité Mirage, Nathan, 2023
3. L'Île pirate, Nathan, 2023
4. Atlantis, Nathan, 2024, 144 p.  (ISBN 978-2-09-503077-3)

### SérieUn éclat de givre
- Un éclat de givre, Les Moutons électriques, coll. « Bibliothèque voltaïque », 2014Réédition, Gallimard, coll. « Folio SF » no 585, 2017
- Un reflet de lune, ActuSF, 2021Réédition, Gallimard, coll. « Folio SF » no 717, 2022

### Romans indépendants
- La Dernière Lame, Le Pré aux clercs, coll. « Pandore », 2012
- Porcelaine, légende du tigre et de la tisseuse, Les Moutons électriques, coll. « Bibliothèque voltaïque », 2013Prix Elbakin du meilleur roman français 2013, nomination au grand prix de l'Imaginaire du meilleur roman francophone 2013
- Les Guerriers de glace[7], Nathan, 2017
- Les Nuages de Magellan, Scrineo, 2018Réédition, Gallimard, coll. « Folio SF » no 659, 2020 - Prix Bob Morane 2019 et prix Rosny aîné 2019
- L'Île au manoir, Scrineo, 2018
- Le Drakkar éternel, Scrineo, 2020
- Widjigo, Albin Michel, coll. « Imaginaire », 2021  (ISBN 978-2-226-45743-1)[8]
- L'Arpenteuse de rêves, Rageot, 2021  (ISBN 978-2-7002-7656-5)
- La Dernière Amazone, Rageot, 2023  (ISBN 978-2-7002-7919-1)
- Les Ombres de Willowthorne, Rageot, 2025  (ISBN 978-2-7002-8267-2)

### Nouvelles
- Menthe sauvage, dans Dieu reconnaîtra les siens..., Mairie de Chalabre, 2006
- La Suriedad, dans Dragons, Calmann-Lévy, 2009
- Madame Sâng, dans Dimension chevalerie chinoise, Rivière Blanche, 2014
- Gipsy Nuke, Fiction, no 18, 2014
- La Tête de singe, dans Bardes et sirènes : l'anthologie des Imaginales, Mnémos, 2014
- Et in Arcadia ego = Et j'ai vécu en Arcadie, Fiction, no 19, 2014
- La Montagne aux trolls dans le recueil Trolls et Légendes, ActuSF, 2015  (ISBN 9782917689851)
- La Chasse à la licorne, dans Trolls et licornes : l'anthologie des Imaginales, Mnémos, 2015
- Gardens in the desert, dans Dimension New York 1, Rivière blanche, 2015
- Une robe couleur d'océan, dans Légendes abyssales, Mythologica, 2016 – coup de cœur du Salon fantastique 2016, prix Imaginales de la nouvelle 2016
- Smoke and Mirrors, dans Fées et automates: l'anthologie des Imaginales, Mnémos, 2016
- Les Anges tièdes, dans un Tremplin pour l'utopie, Les Moutons électriques, coll. « Hélios », 2016 - prix Rosny aîné de la nouvelle 2017
- Sel, dans Dimension fées, Rivière blanche, 2016
- Azur, dans Dimension cités italiennes, Rivière blanche, 2016
- Un monde plus tiki, dans Dimension avenir radieux, Rivière blanche, 2016
- Bal de brume, dans Bal masqué, Éditions du Chat Noir, 2017
- Hoorn, dans Destinations, Mnémos, 2017
- Elle a tes yeux, dans Créatures, Mnémos, 2018
- Jardins, dans Natures, Mnémos, 2019
- Conte de la pluie qui n'est pas venue, dans Nos Futurs : imaginer les possibles du changement climatique, ActuSF, 2020.
- La Célébration de la Mer, dans Nous parlons depuis les ténèbres : anthologie de nouvelles d'horreurs, de gothique et de fantastique sombre, Éditions Goater, 2023

### Anthologies
- En-dessous, Parchemins et traverses, coll. « Les Anthologies des réalités imaginaires », 2014.
- Dimension routes de légendes, légendes de la route, avec Jérôme Akkouche, Rivière blanche, 2016.

### Prix
- Prix Elbakin du meilleur roman français, 2013, pour Porcelaine[9].
- Prix Elbakin du meilleur roman français pour la jeunesse, 2015, pour Thya[9].
- Prix Imaginales de la meilleure œuvre pour la jeunesse, 2015, pour La voie des oracles.
- Prix Actusf de l'Uchronie, 2016, pour La Voie des oracles, tome 3 [10].
- Prix Imaginales de la meilleure nouvelle, 2016, pour Une robe couleur d’océan.
- Prix Bob Morane du roman francophone, 2019, pour Les Nuages de Magellan[11].
- Prix Rosny aîné du roman, 2019, pour Les Nuages de Magellan[12].
- Prix Imaginales de la meilleure œuvre pour la jeunesse, 2019, pour Les Guerriers de glace.
- Prix Rosny aîné de la nouvelle, 2021, pour Conte de la pluie qui n’est pas venue.

## Filmographie

### Actrice
- 2004 : La Nourrice : la femme révoltée
- 2005 : Clara Sheller : la vendeuse de l'agence de voyage

### Scénariste
- 2007 : Carcasse d'Ismaël El Maoula El Iraki
- 2017 : Tout ce qui grouille sous la mer avec Fabien Legeron

### Réalisatrice
- 2017 : Tout ce qui grouille sous la mer avec Fabien Legeron